# Boechera ultraalsa
Boechera ultraalsa är en korsblommig växtart som beskrevs av Windham och Al-shehbaz. Boechera ultraalsa ingår i släktet indiantravar, och familjen korsblommiga växter. Inga underarter finns listade i Catalogue of Life.